# Talbot
Talbot je nekdanja francoska avtomobilska tovarna/znamka in nekdanje moštvo Formule 1, ki je v prvenstvu sodelovalo v sezonah 1950 in 1951.

## Motošport

### Dirke za Veliko nagrado
Tovarniško moštvo je pod imenom Automobiles Talbot med sezonama 1921 in 1949 nastopilo na 135-ih dirkah za Veliko nagrado, na katerih je doseglo 29 zmag in 82 uvrstitev na stopničke. 

#### Zmage
Roza ozadje označuje dirke tipa Voiturette.
| Sezona | Dirka                        | Dirkač                    | Dirkalnik         | Poročilo |
| ------ | ---------------------------- | ------------------------- | ----------------- | -------- |
| 1921   | Coupe des Voiturettes        | René Thomas               | Talbot-Darracq 56 | Poročilo |
| 1921   | JCC 200 milj                 | Henry Segrave             | Talbot-Darracq 56 | Poročilo |
| 1922   | International 1500 Trophy    | Algernon Lee Guinness     | Talbot-Darracq 56 | Poročilo |
| 1922   | JCC 200 milj                 | Kenelm Lee Guinness       | Talbot-Darracq 56 | Poročilo |
| 1922   | Coupe des Voiturettes        | Kenelm Lee Guinness       | Talbot-Darracq 56 | Poročilo |
| 1922   | Velika nagrada Penya Rhina   | Kenelm Lee Guinness       | Talbot-Darracq 56 | Poročilo |
| 1923   | Velika nagrada Boulogna      | Henry Segrave             | Talbot 70         | Poročilo |
| 1923   | Coupe des Voiturettes        | Albert Divo               | Talbot 70         | Poročilo |
| 1923   | Velika nagrada Penya Rhina   | Albert Divo               | Talbot 70         | Poročilo |
| 1923   | Velika nagrada Španije       | Dario Resta               | Talbot 70         | Poročilo |
| 1924   | Velika nagrada Švice         | Kenelm Lee Guinness       | Talbot 70         | Poročilo |
| 1924   | JCC 200 milj                 | Kenelm Lee Guinness       | Talbot 70         | Poročilo |
| 1924   | Velika nagrada Overtura      | Jack Scales               | Talbot 70         | Poročilo |
| 1925   | Velika nagrada Provanse      | Henry Segrave             | Talbot 70         | Poročilo |
| 1925   | Velika nagrada Overtura      | George Duller             | Talbot 70         | Poročilo |
| 1925   | JCC 200 milj                 | Henry Segrave             | Talbot 70         | Poročilo |
| 1926   | Velika nagrada Provanse      | Henry Segrave             | Talbot T700       | Poročilo |
| 1926   | JCC 200 milj                 | Henry Segrave             | Talbot T700       | Poročilo |
| 1926   | Velika nagrada Salona        | Albert Divo               | Talbot T700       | Poročilo |
| 1927   | ACF Free For All Race        | Albert Divo               | Talbot T700       | Poročilo |
| 1929   | Velika nagrada Tripolija     | Gastone Brilli-Peri       | Talbot T700       | Poročilo |
| 1929   | Velika nagrada Mugella       | Gastone Brilli-Peri       | Talbot T700       | Poročilo |
| 1937   | Velika nagrada Tunisa        | Raymond Sommer            | Talbot T150C      | Poročilo |
| 1937   | Velika nagrada Marseilla     | Raymond Sommer            | Talbot T150C      | Poročilo |
| 1937   | Velika nagrada Francije      | Louis Chiron              | Talbot T150C      | Poročilo |
| 1937   | International Tourist Trophy | Gianfranco Comotti        | Talbot T150C      | Poročilo |
| 1938   | 12 ur Pariza                 | André Morel René Le Begué | Talbot T26        | Poročilo |
| 1939   | Grand Prix du Comminges      | René Le Begué             | Talbot MD 90      | Poročilo |
| 1949   | Velika nagrada Pariza        | Philippe Etançelin        | Talbot-Lago T26C  | Poročilo |
| 1949   | Velika nagrada Francije      | Louis Chiron              | Talbot-Lago T26C  | Poročilo |
| 1949   | Velika nagrada Salona        | Raymond Sommer            | Talbot-Lago T26C  | Poročilo |

### Formula 1
Tovarniško moštvo Automobiles Talbot je nastopilo na 33-ih dirkah Formule 1, od tega na enajstih prvenstvenih. Edino zmago je dosegel Louis Rosier na neprvenstveni dirki za Veliko nagrado Nizozemske v sezoni 1950.